# آلبرت زیرکل
آلبرت زیرکل (انگلیسی: Albert Zirkel; ۲۳ اکتبر ۱۸۸۴ – ۰ فوریهٔ ۱۹۴۵) کشتی‌گیر اهل ایالات متحده آمریکا بود.